# Alaksandr Milinkiewicz
Alaksandr Uładzimirawicz Milinkiewicz (biał. Аляксандр Уладзіміравіч Мілінкевіч, ros. Александр Владимирович Милинкевич, Aleksandr Władimirowicz Milinkiewicz; ur. 25 lipca 1947 w Grodnie) – białoruski matematyk i fizyk, wiceburmistrz Grodna (1990–1996), wspólny kandydat sił opozycyjnych w wyborach prezydenckich na Białorusi w 2006, w latach 2007–2016 lider Ruchu Społecznego „O Wolność”.
Poza ojczystym białoruskim, biegle włada językami polskim, angielskim, francuskim i rosyjskim.

## Życiorys

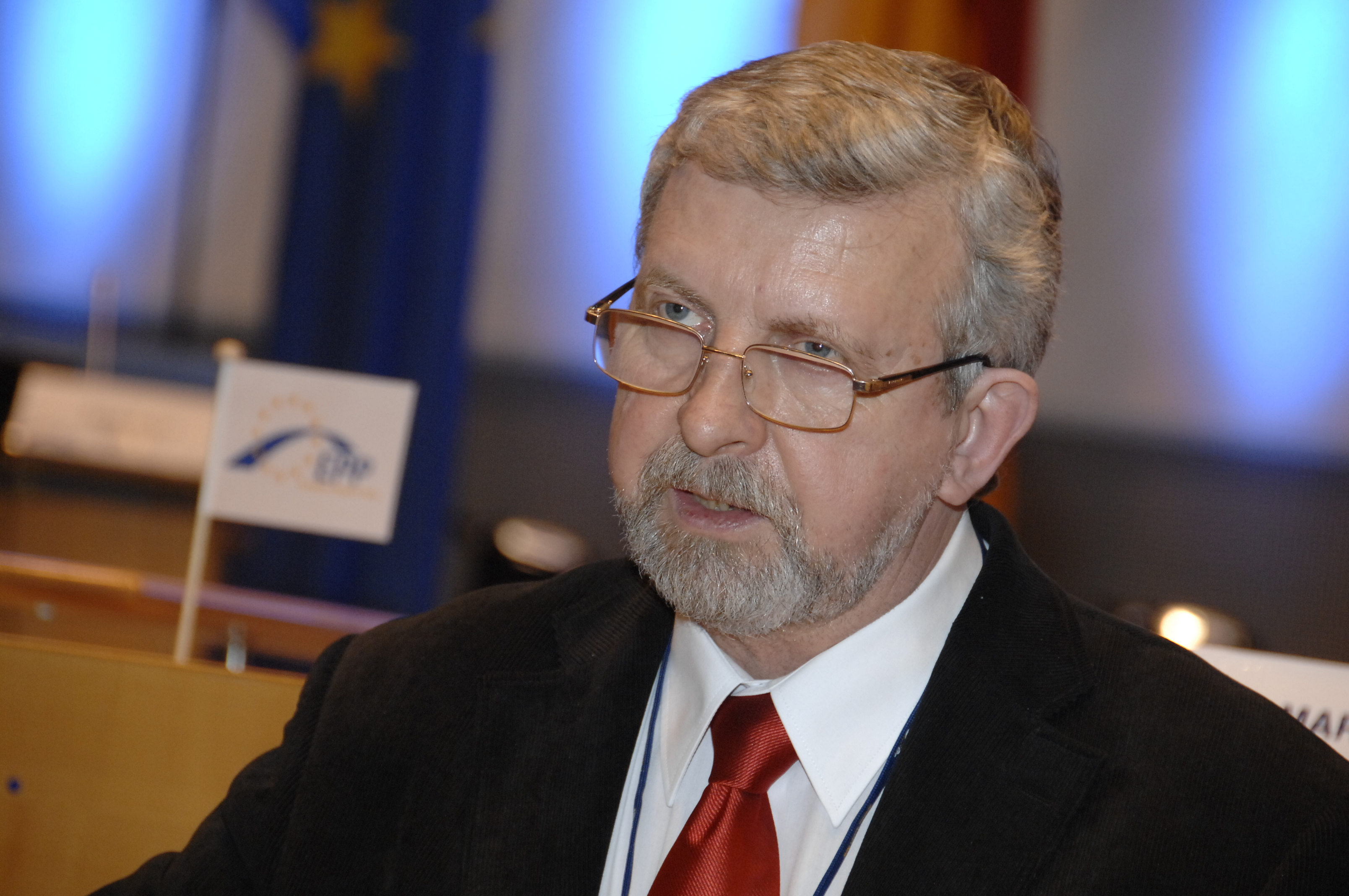
Alaksandr Milinkiewicz na Kongresie Europejskiej Partii Ludowej w 2009

### Młodość, edukacja i praca
Urodził się 25 lipca 1947 roku w Grodnie, w Białoruskiej SRR. Jedno z jego rodziców posiadało tytuł zasłużonego nauczyciela Białoruskiej SRR. Jego pradziadek uczestniczył w powstaniu styczniowym i był represjonowany przez władze carskie. Dziadek w latach 20. XX wieku, w II Rzeczypospolitej, był działaczem białoruskiej mniejszości narodowej na Grodzieńszczyźnie. Alaksandr wychowywany był głównie przez matkę, ponieważ ojciec od rana do późnego wieczora czas spędzał w pracy.
W 1965 roku ukończył z wyróżnieniem szkołę, w 1969 roku – Wydział Fizyczno-Matematyczny Grodzieńskiego Państwowego Instytutu Pedagogicznego. Pracował jako nauczyciel szkolny w Grodnie. W 1972 roku ukończył aspiranturę w Instytucie Fizyki Akademii Nauk Białoruskiej SRR, po czym pracował jako młodszy pracownik naukowy. W 1976 roku obronił dysertację. Temat pracy brzmiał: Mechanizm generacji skrajnie silnych impulsów laserowych. Następnie powrócił do Grodna, gdzie pracował jako inżynier i wykładał w Grodzieńskim Instytucie. W latach 1978–2000 był docentem Wydziału Fizyki Grodzieńskiego Uniwersytetu Państwowego. W latach 1980–1984 był kierownikiem Katedry Fizyki Uniwersytetu Satif w Algierii.
Odbywał staże na Uniwersytecie Montpellier we Francji, Uniwersytecie Kalifornijskim w Stanach Zjednoczonych i w Polsce. W ich trakcie zajmował się problemami samorządu lokalnego, budownictwa państwowego, reform ekonomicznych i praw człowieka. Badał współczesne metody edukacji w Wielkiej Brytanii i doświadczenie związane z rozwojem sportu w Kanadzie. Przeszedł kurs szkoleniowy wyższych kadr urzędniczych w Europejskim Centrum Problemów Bezpieczeństwa w Niemczech. Odbywał staże w instytucjach Unii Europejskiej w Belgii, Holandii, Francji, zajmując się kwestiami funkcjonowania i rozszerzenia. Występował ze sprawozdaniami analitycznymi w Parlamencie Europejskim i Komisji Europejskiej.

### Sport
Ze względu na znaczny wzrost (187 cm) Alaksandr Milinkiewicz w wieku 14 lat zaczął grać w koszykówkę w sekcji DJuSSZ „Czyrwony sciah”. Odniósł szereg sukcesów sportowych: drużyna jego szkoły, w której grał, regularnie zwyciężała w rozgrywkach miejskich, występował też w reprezentacji uczniów obwodu grodzieńskiego, która bywała wśród zdobywców nagród mistrzostw ogólnorepublikańskich. Kontynuował aktywność sportową także w czasie studiów, a jego drużyna pod koniec lat 60. była jedną z najlepszych na Białorusi, zdobywała tytuły mistrzowskie. Przez pewien czas grał w jednej drużynie z Alaksandrem Dubko, późniejszym białoruskim politykiem. Jego trenerem był Anatol Marcinkiewicz, mistrz sportowy II Rzeczypospolitej i pionier białoruskiej koszykówki. Dla Milinkiewicza zaangażowanie w koszykówkę miało szczególnie duże znaczenie dla rozwoju jego osobowości. Według jego słów sport był dla niego niezwykle ważny; ze względu na ograniczony kontakt z ojcem, to właśnie on „uformował jego siłę woli” i że „trenował każdy Boży dzień (…) do fanatyzmu”. Po zakończeniu studiów porzucił karierę sportową, jednak w 1996 roku, po rezygnacji ze stanowiska w komitecie wykonawczym, raz jeszcze związał się z koszykówką. Objął stanowisko prezesa drużyny koszykówki „Krosz”, później przemianowanej na „Hrodna-93”, ówczesnego mistrza Białorusi. Podejmował próby współpracy z klubami francuskimi.

### Działalność polityczna i społeczna
W latach 1990–1996 był zastępcą przewodniczącego Grodzieńskiego Miejskiego Komitetu Wykonawczego ds. Kultury, Edukacji, Medycyny, Sportu, Młodzieży i Stosunków Międzynarodowych. W 1996 roku został przewodniczącym Grodzieńskiego Zjednoczenia Społecznego „Ratusza”. Organizacja ta została zlikwidowana przez sąd w 2003 roku. Od 1998 roku był przewodniczącym Białoruskiej Asocjacji Centrów Zasobów. Koordynował programy Fundacji na rzecz Wspierania Rozwoju Regionalnego. W czasie kampanii poprzedzającej wybory prezydenckie w 2001 roku był jednym z kierowników sztabu wyborczego kandydata na urząd prezydenta Siamiona Domasza.
W październiku 2005 roku został wybrany na wspólnego kandydata opozycji demokratycznej na wyborach prezydenckich w 2006 roku. Wziął udział w wyborach 19 marca 2006 roku. Według oficjalnych wyników uzyskał 6% głosów i przegrał z urzędującym prezydentem Alaksandrem Łukaszenką, który uzyskał 83% głosów. Wybory zostały uznane za niedemokratyczne przez szereg państw i organizacji na świecie, w tym przez OBWE, zatem oficjalne wyniki nie muszą odzwierciedlać rzeczywistego poparcia białoruskiego społeczeństwa dla kandydatów. Wieczorem 19 marca 2006 roku Alaksandr Milinkiewicz wezwał swoich zwolenników do wzięcia udziału w demonstracji protestu przeciwko sfałszowanym, jego zdaniem, wynikom wyborów. Na Placu Październikowym w Mińsku odbyła się, nielegalna z punktu widzenia władz, demonstracja, która przerodziła się w protest okupacyjny. Demonstranci zostali po kilku dniach brutalnie aresztowani przez milicję. Sam Milinkiewicz został aresztowany na 15 dni.
W maju 2007 roku sprzeciwił się postanowieniom Białoruskiego Kongresu Sił Demokratycznych, według których zlikwidowano funkcję lidera opozycji i wprowadzono 5 rotacyjnych liderów. Były lider sił opozycyjnych odmówił wejścia do formujących się władz i postanowił skoncentrować się na tworzeniu i rozwijaniu własnego ruchu społecznego.
3 maja 2010 ogłosił start w wyborach prezydenckich na Białorusi, które miały się odbyć 19 grudnia 2010 roku, później jednak wycofał się, twierdząc, że nie ma zamiaru brać udziału w reżyserowanym przez władze przedstawieniu.
Przez prawie 10 lat stał na czele Ruchu Społecznego „O Wolność”. Jest honorowym członkiem Związku Polaków na Białorusi.
10 października 2006 został uhonorowany Nagrodą imienia Sérgio Vieira de Mello za działania na rzecz pokoju. 12 grudnia 2006 otrzymał Nagrodę Sacharowa, przyznawaną osobom i organizacjom szczególnie zasłużonym w walce na rzecz praw człowieka i wolności. 1 grudnia 2007 został laureatem Nagrody im. Kazimierza Pułaskiego „Rycerz Wolności” za promowanie wolności, sprawiedliwości i demokracji.

## Oceny
Zdaniem pisarki Swiatłany Aleksijewicz, Alaksandr Milinkiewicz jest przykładem białorusko-polskiego inteligenta, którego obraz coraz częściej reprezentuje białoruską tożsamość narodową, zastępując w tej roli obrazy przewodniczącego kołchozu i radzieckiego kierownika z nomenklatury.

## Odznaczenia
- Medal 100-lecia Białoruskiej Republiki Ludowej – Rada BRL, nadanie 2019[8], wręczenie 2023[9]
- Odznaka honorowa „Zasłużony dla Kultury Polskiej”[2].

## Życie prywatne
Alaksandr Milinkiewicz jest żonaty z Iną Kulej. Ma dwóch synów i wnuczkę.